# Finale della Coppa delle Coppe 1977-1978
La finale della 18ª edizione della Coppa delle Coppe UEFA è stata disputata il 3 maggio 1978 al Parco dei Principi di Parigi tra Austria Vienna e Anderlecht. All'incontro hanno assistito circa 50 000 spettatori. La partita, arbitrata dal tedesco occidentale Heinz Aldinger, ha visto la vittoria per 4-0 del club belga.

## Il cammino verso la finale
L'Austria Vienna di Hermann Stessl esordì contro i gallesi del Cardiff City battendoli col risultato complessivo di 1-0. Agli ottavi di finale i cecoslovacchi della Lokomotíva Košice furono superati solo grazie alla regola dei gol fuori casa, in virtù del pari interno per 0-0 e di quello esterno per 1-1. Ai quarti i Veilchen affrontarono gli jugoslavi dell'Hajduk Spalato, pareggiando sia all'andata che al ritorno per 1-1 e superando il turno solo ai tiri di rigore. In semifinale i sovietici della Dinamo Mosca vinsero la gara d'andata 2-1 e persero quella di ritorno col medesimo risultato. Furono ancora una volta decisivi i rigori per sancire la squadra finalista.

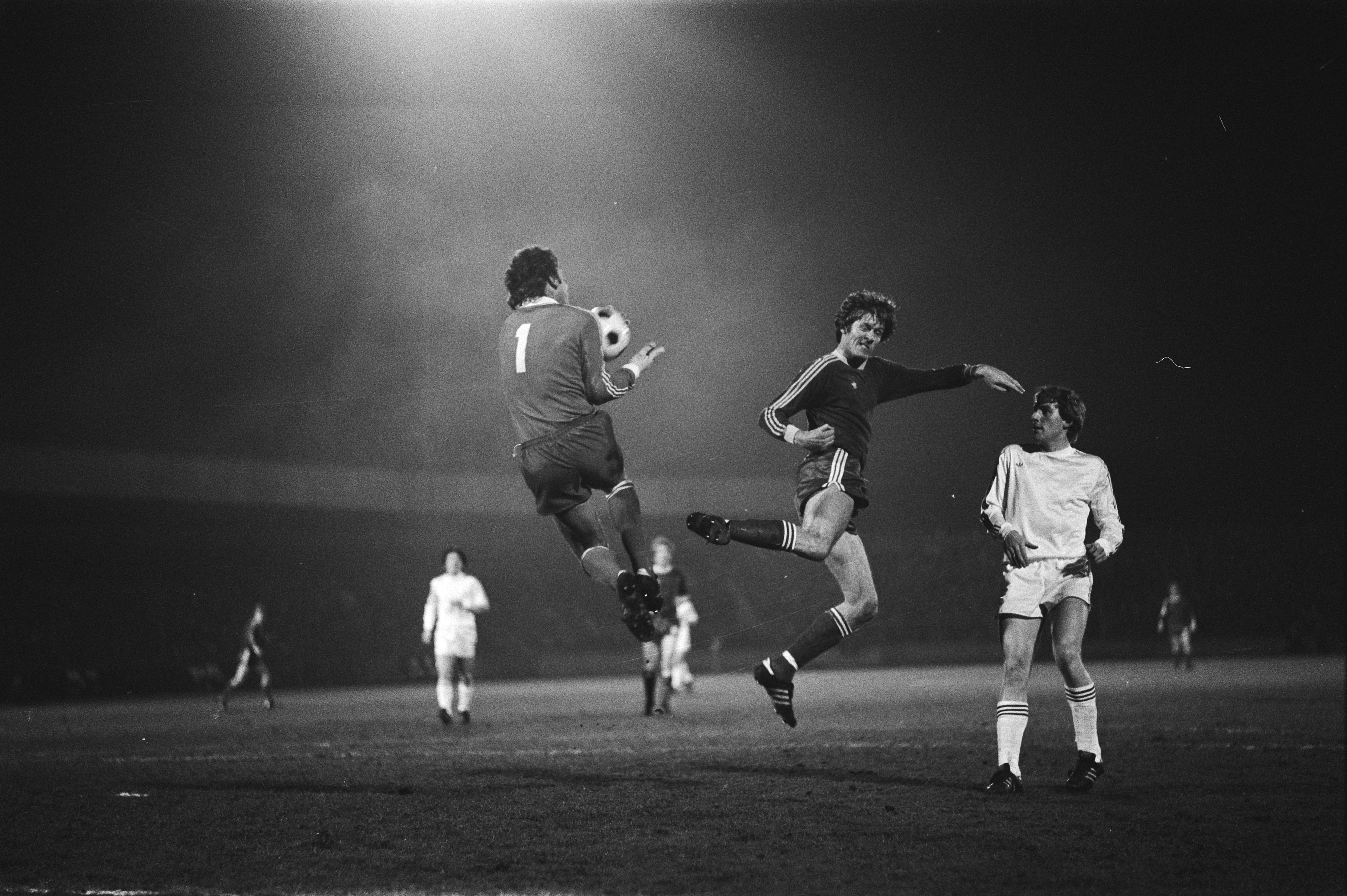
Azione di gioco della semifinale tra Twente e Anderlecht

L'Anderlecht di Raymond Goethals iniziò il cammino europeo contro i bulgari della Lokomotiv Sofia battendoli col risultato complessivo di 8-1. Agli ottavi i tedeschi occidentali dell'Amburgo, in una riedizione della finale scorsa, furono sconfitti col risultato totale di 3-2 (vittoria 2-1 in Germania Ovest e pari 1-1 in Belgio). Ai quarti di finale i Paars-wit affrontarono i lusitani del Porto, perdendo in trasferta 1-0, ma vincendo 3-0 il retour match. In semifinale gli olandesi del Twente persero sia all'andata che al ritorno rispettivamente coi risultati di 1-0 e 2-0.

## La partita
A Parigi va in scena la finale tra l'Austria Vienna, giunta alla prima finale europea (se si esclude la finale di Mitropa Cup del 1933) superando i turni per lo più pareggiando tra andata e ritorno, e l'Anderlecht, capace di segnare 21 reti e di eliminare l'Amburgo campione in carica, giunto alla terza finale consecutiva e già campione nel 1976. Gli austriaci provano a superare quel che sembra un ostacolo insormontabile, ma la preparazione e la tecnica dei belgi non lascia adito a sorprese e i pronostici vengono rispettati. Al termine della prima frazione di gioco, infatti, i Biancomalva sono già in vantaggio di 3 reti grazie alle realizzazioni di Gilbert Van Binst e Rob Rensenbrink, quest'ultimo autore di una doppietta. A meno di dieci minuti dalla fine ancora Van Binst chiude i conti per il 4-0 finale.

## Tabellino
| Arbitro: | Heinz Aldinger |

|                                         |           |  |
| Rensenbrink 13’, 41’ Van Binst 45’, 80’ | Marcatori |  |

| Anderlecht | Austria Vienna |

|                  |    |                       |             |     |
|                  |    |                       |             |     |
| P                | 1  | Nico de Bree          |             |     |
| D                | 2  | Gilbert Van Binst     |             |     |
| D                | 3  | Jean Thissen          | Ammonizione |     |
| D                | 4  | Johnny Dusbaba        |             |     |
| D                | 5  | Hugo Broos            |             |     |
| C                | 6  | François Van der Elst |             |     |
| C                | 7  | Arie Haan             |             |     |
| C                | 8  | Benny Nielsen         |             |     |
| C                | 9  | Ludo Coeck            |             |     |
| A                | 10 | Franky Vercauteren    |             | 87’ |
| A                | 11 | Rob Rensenbrink       |             |     |
| Sostituzioni:    |    |                       |             |     |
| C                | 12 | Jean Dockx            |             | 87’ |
|                  |    |                       |             |     |
| Allenatore:      |    |                       |             |     |
| Raymond Goethals |    |                       |             |     |

|                |    |                    |             |     |
|                |    |                    |             |     |
| P              | 1  | Hubert Baumgartner |             |     |
| D              | 2  | Robert Sara        | Ammonizione |     |
| D              | 3  | Josef Sara         |             |     |
| D              | 4  | Erich Obermayer    |             |     |
| D              | 5  | Ernst Baumeister   |             |     |
| C              | 6  | Herbert Prohaska   |             |     |
| C              | 7  | Karl Daxbacher     |             | 60’ |
| C              | 8  | Felix Gasselich    |             |     |
| A              | 9  | Julio Morales      |             | 74’ |
| A              | 10 | Hans Pirkner       |             |     |
| A              | 11 | Thomas Parits      |             |     |
| Sostituzioni:  |    |                    |             |     |
| C              |    | Alberto Martínez   |             | 60’ |
| A              |    | Fritz Drazan       |             | 74’ |
| Allenatore:    |    |                    |             |     |
| Hermann Stessl |    |                    |             |     |